# Huéneja
Huéneja er en by og kommune i det sydøstlige Spanien i provinsen Granada. Den har et indbyggertal på 1.177 (2024) indbyggere.